# Jungfraujoch
Jungfraujoch (dob. »Jungfrausko sedlo«) je sedlo, ki povezuje dva glavna štiritisočaka Bernskih Alp: Jungfrau in Mönch. Leži na nadmorski višini 3463 metrov in ga kamnita izboklina Sfinge neposredno gleda. Jungfraujoch je ledeniško sedlo na zgornjem delu ledenika Aletsch in del zavarovanega območja Jungfrau-Aletsch, ji je na seznamu Unescove svetovne dediščine in leži na meji med kantonoma Bern in Valais, na pol poti med Interlaknom in Fieschom.
Od leta 1912 je Jungfraujoch za turiste dostopen po železniški progi Jungfrau, od Interlakna in Kleine Scheidegga, ki poteka delno pod zemljo skozi predor skozi Eiger in Mönch. Železniška postaja Jungfraujoch je na nadmorski višini 3454 metrov najvišja v Evropi. Leži vzhodno od sedla, pod postajo Sphinx, in je povezan z zgradbo Vrh Evrope, ki vključuje več panoramskih restavracij, trgovin, razstav in pošto. Zunaj vodi več predorov, kjer se lahko po valovitem ledeniku vodijo po zavarovanih pohodniških poteh, zlasti do koče Mönchsjoch. Običajna pot na Jungfrau in Mönch se začne od tam.
Observatorij Sphinx, ena najvišjih astronomskih opazovalnic na svetu, ponuja dodatno razgledno ploščad na višini 3572 metrov, drugo najvišjo v Švici. Do se lahko pride z dvigalom iz hotela Jungfraujoch. V observatoriju je ena od atmosferskih raziskovalnih postaj Global Atmosphere Watch. Radijska relejna postaja Jungfraujoch, ki ni dostopna javnosti, je nameščena zahodno od Jungfraujocha, na grebenu Jungfrau. Je najvišja evropska radijska relejna postaja.

## Etimologija
Švicarski in avstro-bavarski nemški Joch (buk. 'jarem', telenge, 'sedlo') je izraz za 'greben med dvema višjima vrhovoma', zapisan v 14. stoletju (Grimm, Deutsches Wörterbuch »bereits im 14. jahrh. Als ortsname: des gotzhus zwing und ban vahet an Rotenhalden und denne die roten bachtalen uf unz an den grat, und den grat obnan hin ob Grüblen hin iemerme, unz an Joch. und ab Joch unz an Stoerben. weisth. 1, 4 (Zürich)«).
Ime Jungfrau ('deklica, devica'), ki se nanaša na najvišjo goro s pogledom iz Jungfraujocha, najverjetneje izhaja iz imena Jungfrauenberg, ki so ga dobile Wengernalp, tako imenovane za redovnice samostana Interlaken, njegovega zgodovinskega lastnika. Vendar je bil 'devičin vrh močno romantiziran kot 'boginja' ali 'svečenica' šele v pozni romantiki od 18. do 19. stoletja. Po prvem vzponu švicarskega alpinista Johanna Rudolfa Meyerja leta 1811 je bil vrh v šali imenovan Mme Meyer (gospa Meyer).

## Geografske značilnosti
Jungfraujoch je najnižja točka med gorama Jungfrau in Mönch. Južno stran (kanton Valais), skoraj položno, tvori Jungfraufirn, eden od krakov ledenika Aletsch, najdaljšega v Alpah. Z juga lahko planinci do Jungfraujocha v dveh dneh dostopajo iz regije Fiesch preko koče Konkordia. Severna stran (kanton Bern) je skoraj navpična, z višinsko razliko skoraj 3000 metrov od dna doline pri Interlaknu, brez lahkega naravnega dostopa. Iz teh razlogov je edini enostaven in hiter dostop do Jungfraujocha skozi 7 kilometrov dolg tunel železniške proge Jungfrau, ki je dostopen preko Kleine Scheidegga na severni strani, železniškega prehoda med Lauterbrunnenu in Grindelwaldu.
Upravno je Jungfraujoch razdeljen na ozemlji občin Lauterbrunnen in Fieschertal. Greben med goro Jungfrau in Mönch je tudi glavno evropsko razvodje. Severno stran odmakajo Weisse Lütschine, Aare in Ren. Južno stran odmakata Massa in Rona.

## Podnebje
Jungfraujoch, ki se nahaja nad stalno snežno mejo, je uradno najhladnejši kraj v Švici , čeprav druge višje lokacije brez vremenske postaje, na primer vrh bližnjih Jungfrau in Finsteraarhorn, verjetno doživljajo bolj ekstremno podnebje. Glede na Köppnovo podnebno klasifikacijo ima Jungfraujoch alpsko podnebje na meji med tundrskim podnebjem (ET) in podnebjem ledene kapice (EF) z dolgimi, hladnimi zimami, ki trajajo večino leta in kratkim obdobjem poleti, ko povprečne dnevne višine naraščajo nad ledišče.

## Prvi vzpon
V Bernskem Oberlandu obstaja tradicija, podkrepljena z nekaterimi dokumentarnimi dokazi, da je v poznem srednjeveškem obdobju med Grindelwaldom in Fieschom v Valaisu obstajal prelaz, ki je bil kasneje izgubljen zaradi napredujočih ledenikov.
Z zgodnjim razvojem turizma v Švici in raziskovanjem visokih Alp v 19. stoletju so bili spet poskusi prečkati veliki greben, ki zapira čelo ledenika Aletsch in povezati Eggishorn z Grindelwaldom in Wengernalp. Najdene so bile štiri takšne poti, med najtežjimi prelazi v Alpah pa sta bili Jungfraujoch in Eigerjoch.
Prvi prehod Jungfraujocha je uspel julija 1862 s strani šestih angleških plezalcev in šestih švicarskih vodnikov: Leslie Stephen, FJ Hardy, HB George, Living, Moore in Morgan, s Christianom Almerjem, Christianom in Petrom Michelom, Ulrichom Kauffmannom, P. Baumann in C. Bohren kot vodiča. Čas vzpona z Wengernalpa je bil devet ur.
Družba se je prvi dan obrnila nazaj pri bergschrundu (razpoka, ki nastane tam, kjer se premikajoči ledeniški led loči od mirujočega ledu ali skale zgoraj), naslednji dan pa se je vrnila z lestvijo dolžine 7,6 m, ki jo je nosil Peter Rubi, portir iz Grindelwalda. Pot je najprej potekala ob skalnati opori Möncha, ki je ločevala ledenika Eiger in Guggi. Od opore se je pot na kratko spustila, da bi pripeljala do ledenika Guggi, kjer so se lahko povzpeli na planoto. To postajališče je bilo doseženo v približno treh urah.
Nad bergschrundom je bila druga in manjša planota, ki je bila tik pod dolgimi pobočji, ki ležijo pod sedlom. Zadnja in zelo naporna stopnja vzpona je bila ena stran temnih skal, ki so štrlele iz snega v grebenu, ki je povezoval Jungfrau z Mönchom. Po več kot uri plezanja se je bilo treba izogniti veliki opasti, katere štrleči venec iz snega so obkrožali dolgi ledeniki, levo v smeri Möncha, ob dnu stene po drsni poti ledu ki nastaja iz kapljanja ledenika zgoraj. Na mestu, kjer se je pot zožila skoraj do točke in jo je prečila ledeniška razpoka, je stena postala dovolj nizka, da so jo z lestvijo lahko presegli. To je bila zadnja resna ovira: zmerno pobočje firna, brez razpok, je nato pripeljalo do vrha sedla.
Ko je prišla do prve skale, kraja pod sedlom na južni strani, se je skupina razdelila: George in Moore s C. Almerjem in U. Kaufmannom se je spustil do Eggishorna, preostali del pa se je vrnil v Grindelwald iz Mönchsjocha. 

## Železniška proga Jungfrau

### Zgodovina
Adolf Guyer-Zeller je na zamisel o predoru prvič pomislil leta 1893 in takrat je načrtoval sedem postaj v predoru, preden bi dosegel vrh Sfinge. Gradnja predora se je začela 27. julija 1896 in je trajala 16 let. Fazo gradnje so motile številne težave, vključno s pomanjkanjem denarja, slabim vremenom in vse več smrtnih žrtev zaradi gradbenih nesreč. Najhujša nesreča se je zgodila leta 1908, ko je po naključju razneslo 30 ton dinamita.
Ko je bila gradnja končno končana, je železnica dosegla le višino sedla Jungfraujoch, ne pa vrha Sfinge in je imela le dve vmesni postaji. Vendar je Jungfraubahn tudi v sedanjem stanju pomemben dosežek na področju inženiringa in gradbeništva, in še vedno nosi naziv najvišje železnice v Evropi.

### Železniška proga
Vlak v goro odpelje iz kraja Kleine Scheidegg, do katerega se lahko pride z vlakom iz Grindelwalda ali Lauterbrunnena. Vlak vstopi v predor, ki teče proti vzhodu skozi Eiger kmalu po odhodu iz postaje Kleine Scheidegg.
Teče blizu severne stene Eigerja in se ustavi pri Eigerwandu, kjer je okrog 8 m dolgo in meter visoko okno v steni. Okna so postavljena v luknje, s katerimi so med gradnjo odstranjevali izkopan material iz predora, občasno pa jih plezalci in tudi reševalci uporabljajo kot dostopne točke. To okno je bilo uporabljeno za enega zadnjih prizorov vohunskega filma Clinta Eastwooda, The Eiger Sanction. Tam se lahko izstopi iz vlaka in občuduje pogled na severno steno Eigerja, preden vlak nadaljuje pet minut kasneje. Nato predor zavije proti zahodu in se usmeri proti Jungfrau. Pred oknom, ki gleda na Eismeer ('Ledeno morje'), je drugi postanek, preden vlak nadaljuje pot proti Jungfraujochu. Predor je bil zgrajen med letoma 1898 in 1912; dolg je približno 7 kilometrov z nakloni do 25 %. Pot od Kleine Scheidegga do Jungfraujocha traja približno 50 minut, vključno s postankoma v Eigerwandu in Eismeerju; povratna pot navzdol traja le 35 minut.
Kompleks Jungfraujoch igra pomembno vlogo v romanih The Tripods Johna Christopherja.